# Phaenocarpa stackelbergi
Phaenocarpa stackelbergi är en stekelart som beskrevs av Vladimir Ivanovich Tobias och Gurasashvili 1985. Phaenocarpa stackelbergi ingår i släktet Phaenocarpa och familjen bracksteklar. Inga underarter finns listade i Catalogue of Life.